# Geislitz
Geislitz (mit Hof Eich und Eichermühle) ist neben Altenhaßlau, Eidengesäß, Großenhausen (mit Waldrode) und Lützelhausen, einer der fünf Ortsteile der Gemeinde Linsengericht im hessischen Main-Kinzig-Kreis.

## Geographie

### Geografische Lage und Verkehrsanbindung
Der Ort liegt im Naturpark Hessischer Spessart auf einer Höhe von 137 bis 185 m ü. NHN, vier Kilometer südöstlich von Gelnhausen und zweieinhalb Kilometer südlich der Bundesautobahn 66, die von Hanau nach Fulda verläuft. Zu Geislitz gehören heute auch Hof Eich und Eichermühle, die historisch lange Zeit selbständig waren.

### Nachbargemeinden
Die Nachbargemeinden von Geislitz sind im Uhrzeigersinn: der Gelnhäuser Ortsteil Höchst im Nordosten, der Ortsteil Eidengesäß im Osten, der Biebergemünder Ortsteil Breitenborn im Südosten, Großenhausen mit Hof Eich im Südwesten. Es folgt der Ortsteil Altenhaßlau im Nordwesten sowie Gelnhausen im Norden.
| Altenhaßlau,            | Gelnhausen,                                 | Höchst,     |
| Lützelhausen,           | Kompassrose, die auf Nachbargemeinden zeigt | Eidengesäß, |
| Großenhausen, Hof Eich, |                                             | Breitenborn |

## Geschichte

### Mittelalter
Das Dorf wurde um 1370 erstmals in einem Gülteregister des Klosters Selbold als Gysilhartz urkundlich erwähnt. In späteren Urkunden wurde der unter den folgenden Namen erwähnt (in Klammern das Jahr der Erwähnung):
Giselhartes (1398), Gysellertz (1508) und schließlich Geißlitz (1634).
Das Dorf gehörte im Mittelalter zum Gericht Altenhaßlau, aus dem sich das Amt Altenhaßlau entwickelte, das zur Herrschaft Hanau, später zur Grafschaft Hanau und schließlich zur Grafschaft Hanau-Münzenberg gehörte.

### Neuzeit
Vor und nach der Reformation war das Dorf in Altenhaßlau eingepfarrt. Die Reformation schlug hier – wie in der gesamten Grafschaft Hanau-Münzenberg – nach 1597 die reformierte Richtung ein. 1648, am Ende des Dreißigjährigen Krieges wurde Geislitz als derjenige Ort beschrieben, in dem mit über 240 Personen die meisten Überlebenden zusammenkamen und ihn somit für einige Zeit zum größten Dorf der Umgebung machten.
Nach dem Tod des letzten Hanauer Grafen, Johann Reinhard III., 1736, erbte Landgraf Friedrich I. von Hessen-Kassel aufgrund eines Erbvertrages aus dem Jahr 1643 die Grafschaft Hanau-Münzenberg und damit auch das Dorf Geislitz. 1821 kam das Dorf, nunmehr im Kurfürstentum Hessen genannten Hessen-Kassel gelegen, bei einer dort durchgeführten grundlegenden Verwaltungsreform zu dem neu gebildeten Landkreis Gelnhausen. Die erste Schule wurde 1911 erbaut. 1956 kamen das Rathaus und die evangelische Kirche hinzu.
Hessische Gebietsreform (1970–1977)
Die Gemeinde Linsengericht wurde zum 1. September 1970 im Zuge der Gebietsreform in Hessen durch den freiwilligen Zusammenschluss der vier bis dahin selbständigen Gemeinden Altenhaßlau, Eidengesäß, Geislitz und Großenhausen gegründet. Zum 31. Dezember 1971 wurde die bis dahin selbständige Gemeinde Lützelhausen in die Gemeinde Linsengericht, als Ortsteil eingegliedert. Für alle Ortsteile von Linsengericht wurden Ortsbezirke mit Ortsbeirat und Ortsvorsteher nach der Hessischen Gemeindeordnung gebildet. Mit der Kreisgebietsreform ging der Landkreis Gelnhausen dann 1974 im Main-Kinzig-Kreis auf.

### Verwaltungsgeschichte im Überblick
Die folgende Liste zeigt die Staaten und Verwaltungseinheiten, denen Geislitz angehört(e):
- vor 1458: Heiliges Römisches Reich, Grafschaft Hanau
- ab 1458: Heiliges Römisches Reich,  Grafschaft Hanau-Münzenberg, Amt Altenhaßlau
- ab 1643: Heiliges Römisches Reich, Landgrafschaft Hessen-Kassel (als Pfand), Grafschaft Hanau-Münzenberg, Amt Altenhaßlau
- ab 1803: Heiliges Römisches Reich, Landgrafschaft Hessen-Kassel, Fürstentum Hanau, Amt Altenhaßlau[Anm. 2]
- 1806–1810: Kaiserreich Frankreich,[Anm. 3] Fürstentum Hanau, Amt Altenhaßlau (Militärverwaltung)
- 1810–1813: Großherzogtum Frankfurt, Departement Hanau, Distrikt Gelnhausen
- ab 1816: Kurfürstentum Hessen,[Anm. 4] Fürstentum Hanau, Amt Altenhaßlau[8]
- ab 1821: Kurfürstentum Hessen, Provinz Hanau, Kreis Gelnhausen[9][Anm. 5]
- ab 1848: Kurfürstentum Hessen, Bezirk Hanau
- ab 1851: Kurfürstentum Hessen, Provinz Hanau, Amt Altenhaßlau
- ab 1867: Königreich Preußen,[Anm. 6] Provinz Hessen-Nassau, Regierungsbezirk Kassel, Kreis Gelnhausen
- ab 1871: Deutsches Reich, Königreich Preußen, Provinz Hessen-Nassau, Regierungsbezirk Kassel, Kreis Gelnhausen
- ab 1918: Deutsches Reich,[Anm. 7] Freistaat Preußen, Provinz Hessen-Nassau, Regierungsbezirk Kassel, Kreis Gelnhausen
- ab 1944: Deutsches Reich, Freistaat Preußen, Provinz Nassau, Kreis Gelnhausen
- ab 1945: Amerikanische Besatzungszone,[Anm. 8] Groß-Hessen, Regierungsbezirk Wiesbaden, Landkreis Gelnhausen
- ab 1946: Amerikanische Besatzungszone, Hessen, Regierungsbezirk Wiesbaden, Landkreis Gelnhausen
- ab 1949: Bundesrepublik Deutschland, Hessen, Regierungsbezirk Wiesbaden, Landkreis Gelnhausen
- ab 1968: Bundesrepublik Deutschland, Hessen, Regierungsbezirk Darmstadt, Landkreis Gelnhausen
- ab 1970: Bundesrepublik Deutschland, Hessen, Regierungsbezirk Darmstadt, Landkreis Gelnhausen, Gemeinde Linsengericht[Anm. 9]
- ab 1974: Bundesrepublik Deutschland, Hessen, Regierungsbezirk Darmstadt, Main-Kinzig-Kreis, Gemeinde Linsengericht

## Bevölkerung

### Einwohnerstruktur 2011
Nach den Erhebungen des Zensus 2011 lebten am Stichtag dem 9. Mai 2011 in Geislitz 1362 Einwohner. Darunter waren 63 (4,6 %) Ausländer.
Nach dem Lebensalter waren 216 Einwohner unter 18 Jahren, 534 zwischen 18 und 49, 378 zwischen 50 und 64 und 279 Einwohner waren älter. Die Einwohner lebten in 549 Haushalten. Davon waren 147 Singlehaushalte, 174 Paare ohne Kinder und 174 Paare mit Kindern, sowie 54 Alleinerziehende und 3 Wohngemeinschaften. In 111 Haushalten lebten ausschließlich Senioren und in 383 Haushaltungen lebten keine Senioren.

### Einwohnerentwicklung
Belegte Einwohnerzahlen sind:
- 1587: 25 Schützen, 3 Spießer
- 1634: 34 Haushaltungen
- 1753: 46 Haushaltungen mit 242 Personen
- 1812: 60 Feuerstellen, 375 Seelen

| Geislitz: Einwohnerzahlen von 1812 bis 2022 | Geislitz: Einwohnerzahlen von 1812 bis 2022 | Geislitz: Einwohnerzahlen von 1812 bis 2022 | Geislitz: Einwohnerzahlen von 1812 bis 2022 | Geislitz: Einwohnerzahlen von 1812 bis 2022 |
| --- | ------------------------------------------- | ------------------------------------------- | ------------------------------------------- | ------------------------------------------- |
| Jahr |                                             |                                             |                                             | Einwohner                                   |
| 1812 | 1812                                        |                                             | 375                                         | 375                                         |
| 1834 | 1834                                        |                                             | 446                                         | 446                                         |
| 1840 | 1840                                        |                                             | 485                                         | 485                                         |
| 1846 | 1846                                        |                                             | 533                                         | 533                                         |
| 1852 | 1852                                        |                                             | 536                                         | 536                                         |
| 1858 | 1858                                        |                                             | 478                                         | 478                                         |
| 1864 | 1864                                        |                                             | 463                                         | 463                                         |
| 1871 | 1871                                        |                                             | 471                                         | 471                                         |
| 1875 | 1875                                        |                                             | 490                                         | 490                                         |
| 1885 | 1885                                        |                                             | 472                                         | 472                                         |
| 1895 | 1895                                        |                                             | 516                                         | 516                                         |
| 1905 | 1905                                        |                                             | 485                                         | 485                                         |
| 1910 | 1910                                        |                                             | 535                                         | 535                                         |
| 1925 | 1925                                        |                                             | 603                                         | 603                                         |
| 1939 | 1939                                        |                                             | 676                                         | 676                                         |
| 1946 | 1946                                        |                                             | 875                                         | 875                                         |
| 1950 | 1950                                        |                                             | 862                                         | 862                                         |
| 1956 | 1956                                        |                                             | 865                                         | 865                                         |
| 1961 | 1961                                        |                                             | 894                                         | 894                                         |
| 1967 | 1967                                        |                                             | 1.024                                       | 1.024                                       |
| 1970 | 1970                                        |                                             | 1.044                                       | 1.044                                       |
| 1980 | 1980                                        |                                             | ?                                           | ?                                           |
| 1990 | 1990                                        |                                             | ?                                           | ?                                           |
| 2000 | 2000                                        |                                             | ?                                           | ?                                           |
| 2011 | 2011                                        |                                             | 1.362                                       | 1.362                                       |
| 2022 | 2022                                        |                                             | 1.334                                       | 1.334                                       |
| Datenquelle: Historisches Gemeindeverzeichnis für Hessen: Die Bevölkerung der Gemeinden 1834 bis 1967. Wiesbaden: Hessisches Statistisches Landesamt, 1968. Weitere Quellen: LAGIS; Zensus 2011 |                                             |                                             |                                             |                                             |

### Historische Religionszugehörigkeit
| • 1885: | 464 evangelische (= 98,31 %), 8 katholische (= 1,69 %) Einwohner    |
| • 1961: | 725 evangelische (= 81,10 %), 142 katholische (= 15,88 %) Einwohner |

## Politik
Für Geislitz besteht ein Ortsbezirk (Gebiete der ehemaligen Gemeinde Geislitz) mit Ortsbeirat und Ortsvorsteher nach der Hessischen Gemeindeordnung.
Der Ortsbeirat besteht aus acht Mitgliedern. Bei den Kommunalwahlen in Hessen 2021 betrug die Wahlbeteiligung zum Ortsbeirat 60,62 %. Dabei wurden gewählt: fünf Mitglieder der SPD, zwei Mitglieder der „Bürgerliste/FWG Linsengericht“ (FWG) sowie ein Mitglied der CDU. Der Ortsbeirat wählte Hubert Faust (SPD) zum Ortsvorsteher.

## Öffentliche Einrichtungen

### Nahverkehr
Ganzjährig verkehrt die Buslinie MKK-63, des KVG und schafft öffentlichen Verkehrsanschluss zu allen Ortsteilen der Gemeinde Linsengericht, nach Gelnhausen und an die Kinzigtalbahn (Hessen) (Bahnhof Gelnhausen) sowie ins Freigericht. Es gilt der Tarif des Rhein-Main-Verkehrsverbundes.

### Freiwillige Feuerwehr Geislitz
Die Freiwillige Feuerwehr Geislitz wurde am 16. Dezember 1891 gegründet. 1975 folgte die Gründung  einer Jugendfeuerwehr und die der Kindergruppe 2012. Einsatz- und Gefahrenschwerpunkte sind:
- Technische Hilfeleistung VU,
- Insekteneinsätze.

Die Einsatzabteilung besteht (Stand 2023) aus 34 Frauen und Männern. Die Jugendfeuerwehr Geislitz zählt 16 Einsatzkräfte, die Kindergruppe 16 Kinder.

## Kultur

### Kindertagesstätte
Träger der Kita „Die Brunnenkinder“ in Geislitz ist die Gemeinde Linsengericht. Sie bietet Platz für bis zu 45 Kindern im Alter zwischen 2 und 6 Jahren. Sie werden von acht pädagogischen Fachkräften betreut.

### Schulen
1840 wurde in Geislitz eine neue Schule eingeweiht. Seit der Einweihung der Gemeinschaftsschule Eidengesäß-Geislitz, 1963, besuchen die Geislitzer Kinder diese Schule. Die „Geisbergschule“ ist eine reine Grundschule.
Weitere Schulen in der Gemeinde sind:
- Grund- und Hauptschule Altenhaßlau, die heutige „Haselaschule“[16].
- Martinsschule, eine Förderschule für den Schwerpunkt geistiger Entwicklung, seit 1980[17].
- Montessori-Schule[18].

Weiterführende Schulen in der Region sind:
- Kopernikusschule im Freigericht, eine Kooperative Gesamtschule,
- Käthe-Kollwitz-Schule Langenselbold, eine Integrierte Gesamtschule,
- Alteburg-Schule in Kassel, eine Haupt- und Realschule,
- Grimmelshausen-Gymnasium Gelnhausen, ein Gymnasium mit Mittagsbetreuung.

### Vereine
Auch im Ortsteil Geislitz prägen Vereine das kulturelle und das gesellschaftliche Leben in. Unter ihnen sind:
- Fußballsportverein Geislitz 1947 e.V.
- Freiwillige Feuerwehr Geislitz e.V.
- Landfrauenverein Geislitz
- Sängervereinigung Geislitz e.V.
- Schützenverein Geislitz 1962 e.V.
- Turnverein Geislitz 1920 e.V.
- VdK Linsengericht-Geislitz

Hinzu kommen übergeordnete Vereine, die Linsengericht insgesamt umfassen.

### Kulturdenkmäler
Siehe auch: Liste der Kulturdenkmäler in Linsengericht (Hessen)#Geislitz

## Trivia
Das in der Napoleonischen Zeit sich entwickelnde Bandenwesen im Spessart und Odenwald berührte auch Geislitz. Im Januar 1807 drang der Odenwälder Räuber und Dieb Heusner, genannt Roter Hannadam, „mit seinem Bruder Stephan und drei Mittätern in das Haus des Schultheißen Geiger in Geislitz bei Gelnhausen ein. Die Frau des Schultheißen erschlug Heusner mit der Axt, der Sohn wurde von einem Mittäter erschlagen. Die Bande brach eine Truhe mit Geld auf und machte sich davon, um die Beute zu teilen; der Schultheiß überlebte“. Heusner büßte einige Jahre später seine Taten mit dem Tode durch Enthauptung.